# Chaetopelma
Chaetopelma là một chi nhện trong họ Theraphosidae.

## Các loài
Chi này gồm các loài:
- Chaetopelma altugkadirorum Gallon, Gabriel & Tansley, 2012
- Chaetopelma concolor (Simon, 1873)
- Chaetopelma karlamani Vollmer, 1997
- Chaetopelma olivaceum (C. L. Koch, 1841)
- Chaetopelma webborum Smith, 1990